# Alice Coltrane
Alice McLeod, conosciuta come Alice Coltrane (Detroit, 27 agosto 1937 – Los Angeles, 12 gennaio 2007), è stata una pianista, organista e arpista statunitense.

## Biografia
Nata a Detroit, Michigan, comincia a studiare musica classica con Bud Powell. Ha iniziato a suonare jazz da professionista nella città natale, con il suo trio Terry Pollard. Dal 1962 al 1963 ha suonato con il quartetto di Terry Gibbs e, durante quest'esperienza, ha conosciuto John Coltrane. Ha cominciato sostituendo McCoy Tyner al piano nella band di Coltrane nel 1965. Nel 1966 sposò John, con il quale continuò a suonare nella sua band fino alla sua morte. John Coltrane divenne, così, patrigno della figlia di Alice, Michelle. La coppia ebbe tre figli: il batterista John Jr. e i sassofonisti Oran e Ravi. John Jr. morì in un incidente d'auto nel 1982.
Dopo la morte del marito, Alice ha continuato a suonare con i propri gruppi e con i suoi figli. Le sue registrazioni sono state effettuate per lo più tra il 1960 e il 1970 per la Impulse! Records.
Coltrane era una devota del guru indiano di Sathya Sai Baba. Nel 1972, si trasferì in California, dove stabilì il Centro Vedanta nel 1975. Alla fine degli anni settanta cambiò il suo nome in Turiyasangitananda. Coltrane è stata il capo spirituale, o Swamini, di Shanti Anantam Ashram (in seguito ribattezzato Sai Anantam Ashram in Chumash Pradesh) che ristabilì il Centro Vedanta nei pressi di Malibù nel 1983. In rare occasioni ha svolto funzioni pubbliche sotto il nome di Alice Coltrane.
Il 1990 ha visto un rinnovato interesse per il suo lavoro, che ha portato alla pubblicazione della compilation Astral Meditation e, nel 2004, pubblicò il suo album di ritorno Translinear Light. A seguito di una rottura con il pubblico durata venticinque anni, tornò sul palco per tre apparizioni negli Stati Uniti nell'autunno del 2006. La sua ultima apparizione fu a San Francisco il 4 novembre 2006, con il figlio Ravi, il batterista Roy Haynes e il bassista Charlie Haden.
Alice Coltrane morì per insufficienza respiratoria al West Hill Hospital Medical Center nei sobborghi di Los Angeles. È sepolta accanto al marito John nel Pinelawn Memorial Park, New York.
Paul Weller le ha dedicato una canzone, Song for Alice dal suo album 22 Dreams.

## Vita privata
Era prozia del musicista Flying Lotus.

## Discografia
- 1967 - A Monastic Trio
- 1969 - Huntington Ashram Monastery
- 1970 - Ptah, the El Daoud
- 1970 - Journey in Satchidananda
- 1972 - Universal Consciousness
- 1972 - World Galaxy
- 1973 - Lord of Lords
- 1973 - John Coltrane: Infinity
- 1973 - Reflection on Creation and Space
- 1974 - Illuminations (con Carlos Santana)
- 1975 - Eternity
- 1976 - Radha-Krisna Nama Sankirtana
- 1977 - Trascendence
- 1978 - Transfiguration
- 1982 - Turiya Sings
- 1987 - Divine Songs
- 1990 - Infinite Chants
- 1999 - The Music of Alice Coltrane: Astral Meditations
- 2004 - Translinear Light
- 2006 - The Impulse Story
- 2021 - Kirtan: Turiya Sings